# Günther Friedrich (Mineraloge)
Günther Friedrich (* 15. April 1929 in Stuttgart; † 24. November 2014 in Aachen) war ein deutscher Mineraloge und Hochschullehrer an der RWTH Aachen. Er war ein Experte auf dem Gebiet der Entstehung mariner Manganknollenfelder.

## Leben
Friedrich begann das Studium der Geologie und Mineralogie 1948 in Stuttgart und erwarb seinen Abschluss 1954 in Heidelberg, wo er bei Paul Ramdohr mit der Arbeit Das Granitmassiv des Melibokus im Odenwald und seine Randzone promovierte. Im Anschluss an die Promotion wechselte er an die RWTH Aachen, wo er Assistent bei Doris Schachner am Institut für Mineralogie und Lagerstättenlehre wurde. Nach seiner Habilitation im Jahre 1962 und einem zweijährigen Forschungsaufenthalt in Nordamerika, baute er die Abteilung für Angewandte Lagerstättenlehre an der RWTH Aachen auf. Im Jahr 1968 gehörte er zusammen mit vielen anderen Professoren der RWTH Aachen zu den Unterzeichnern des „Marburger Manifestes“, das eine akademische Front gegen die aufkommende Mitbestimmung an den Hochschulen bildete. 1975 wurde er als Nachfolger von Schachner auf den Lehrstuhl für Mineralogie und Lagerstättenkunde berufen und damit auch Direktor des gleichnamigen Institutes. Diese Position hatte er bis zu seiner Emeritierung 1994 inne.
Während seiner Zeit als Institutsdirektor war er zeitweilig Mitglied der Geokommission der Deutschen Forschungsgemeinschaft, Kuratoriumsmitglied der Bundesanstalt für Geowissenschaften und Rohstoffe, Mitbegründer und Präsident der Society for Geology Applied to Mineral Deposits, sowie Vorsitzender der Deutschen Mineralogischen Gesellschaft.

## Forschungsarbeiten
Friedrich war einer der führenden Experten auf dem Gebiet der Manganknollen, er und seine Mitarbeiter unternahmen mehrere Fahrten mit dem Forschungsschiff Sonne zur Erkundung und Probennahme dieser auf dem Meeresgrund gebildeten Erzvorkommen. Im Jahre 1978 war Friedrich Chefwissenschaftler der 4. Fahrt des Forschungsschiffes mit dem Zielgebiet Perubecken und bei der 6. Fahrt in das Seegebiet bei Hawaii.

## Ehrungen
- 1995 wurde Friedrich die Abraham-Gottlob-Werner-Medaille in Gold der Deutschen Mineralogischen Gesellschaft verliehen.

## Werke (Auswahl)
- G. Friedrich: Lagerstättenkundliche Untersuchungen an den Erzvorkommen der Sierra de Cartagena in Spanien. Geologisches Jahrbuch Beihefte 59, 1964.
- G. Friedrich & M. Kulms: Geochemische Untersuchungen im Bereich der Blei-Zinkerz-Lagerstätte Maubach, Nordeifel. Westdeutscher Verlag, Opladen 1974.
- G. Friedrich et al. (Hrsg.): Geology and metallogeny of copper deposits: Proceedings of the Copper Symposium. 27th International Geological Congress. Moscow 1984. Springer, Berlin 1986.
- P. Halbach, G. Friedrich & U. von Stackelberg: The Manganese nodule belt of the Pacific Ocean: geological environment, nodule formation, and mining aspects. Enke, Stuttgart 1988.